# Народ Систани
Народ Систани (историјски такође назван " Секзаи ") је једна од етничких група иранског     која живи углавном у региону званом Систан на југоистоку Иран и Историјски гледано, живе у југозападном Авганистану.  Њихов језик је фарси и систански дијалект . 
У прошлости, људи у Систану су говорили средњеиранским дијалектима као што су пахлави партски, средњоперсијски (сасанијски пахлави), а сада говоре дијалектом персијског језика познатим као систански дијалект. .Систани су Скити.
Скити су били последња група Аријаца која је 128. н. Ушли су у Иран.   
Живе у централним и северним деловима провинције Систан и Белуџистан . Од последњих деценија, многи су мигрирали у друге делове Ирана, као што су провинције Техеран и Голестан на северу Ирана због различитих политичких и климатских разлога.

## Етимологија
Систани су добили име по Секастану („Земља Сака“). Саке су били племе Скита који су се доселили на иранску висораван. Старије староперсијско име региона - пре доминације Сака - било је Заранка или Дрангиана („земља воде“).